# Henri Rieck
Pour les articles homonymes, voir Rieck.
Henri Rieck est un architecte représentatif de l'architecture néo-classique et de l'architecture éclectique en Belgique sous le règne de Léopold II, durant la deuxième moitié du XIXe siècle.

## Réalisations

### Réalisations de style néo-classique
- 1875 : Hôtel particulier, rue de Livourne 38 à Bruxelles[1]
- 1878 : Immeuble d'angle, rue Van Artevelde 54-56[2]
- 1904 : Maison personnelle de Henri Rieck, rue Saint-Bernard 5 à Saint-Gilles[3]

### Réalisations de style éclectique
- 1875 : Hôtel de maître, avenue de Stalingrad 74[4]
- 1880 : Hôtel Terrasse, à l'angle du boulevard Maurice Lemonnier et du boulevard du Midi à Bruxelles (style mauresque, disparu)[5]
- 1880 : Rotonde des panoramas Castellani, boulevard Maurice Lemonnier 8-14[6]
- 1881-1882 : Passage du Nord[7],[8]
- 1883 : Maison de rapport, boulevard Anspach 81-83[9]
- 1897 : Hôtel de maître, rue de la Concorde 53, à Ixelles[10]